# Municipio de Valley (condado de Pope)
El municipio de Valley (en inglés: Valley Township) es un municipio ubicado en el condado de Pope en el estado estadounidense de Arkansas. En el año 2010 tenía una población de 3258 habitantes y una densidad poblacional de 56,83 personas por km².

## Geografía
El municipio de Valley se encuentra ubicado en las coordenadas 35°20′4″N 93°3′13″O / 35.33444, -93.05361. Según la Oficina del Censo de los Estados Unidos, el municipio tiene una superficie total de 57.33 km², de la cual 57.3 km² corresponden a tierra firme y (0.06%) 0.03 km² es agua.

## Demografía
Según el censo de 2010, había 3258 personas residiendo en el municipio de Valley. La densidad de población era de 56,83 hab./km². De los 3258 habitantes, el municipio de Valley estaba compuesto por el 94.51% blancos, el 0.77% eran afroamericanos, el 0.68% eran amerindios, el 0.74% eran asiáticos, el 0.09% eran isleños del Pacífico, el 1.1% eran de otras razas y el 2.12% pertenecían a dos o más razas. Del total de la población el 3.62% eran hispanos o latinos de cualquier raza.